# Viikinsaari
Viikinsaari es una isla situada en el lago Pyhäjärvi cerca de la ciudad de Tampere, en el país europeo de Finlandia. La isla es un complejo turístico de carácter popular y un área de recreación al aire libre, que atrae a visitantes durante todo el año. En el verano hay una conexión en barco a la isla desde el puerto de Laukontori. En invierno, la isla es accesible a pie o esquiando.
La parte occidental es una reserva natural, pero también hay playas aptas para bañistas, juegos infantiles, una pequeña capilla, una chimenea para asar salchichas, un restaurante, un sendero a través de la reserva natural y un pabellón de baile.